# 眼振計

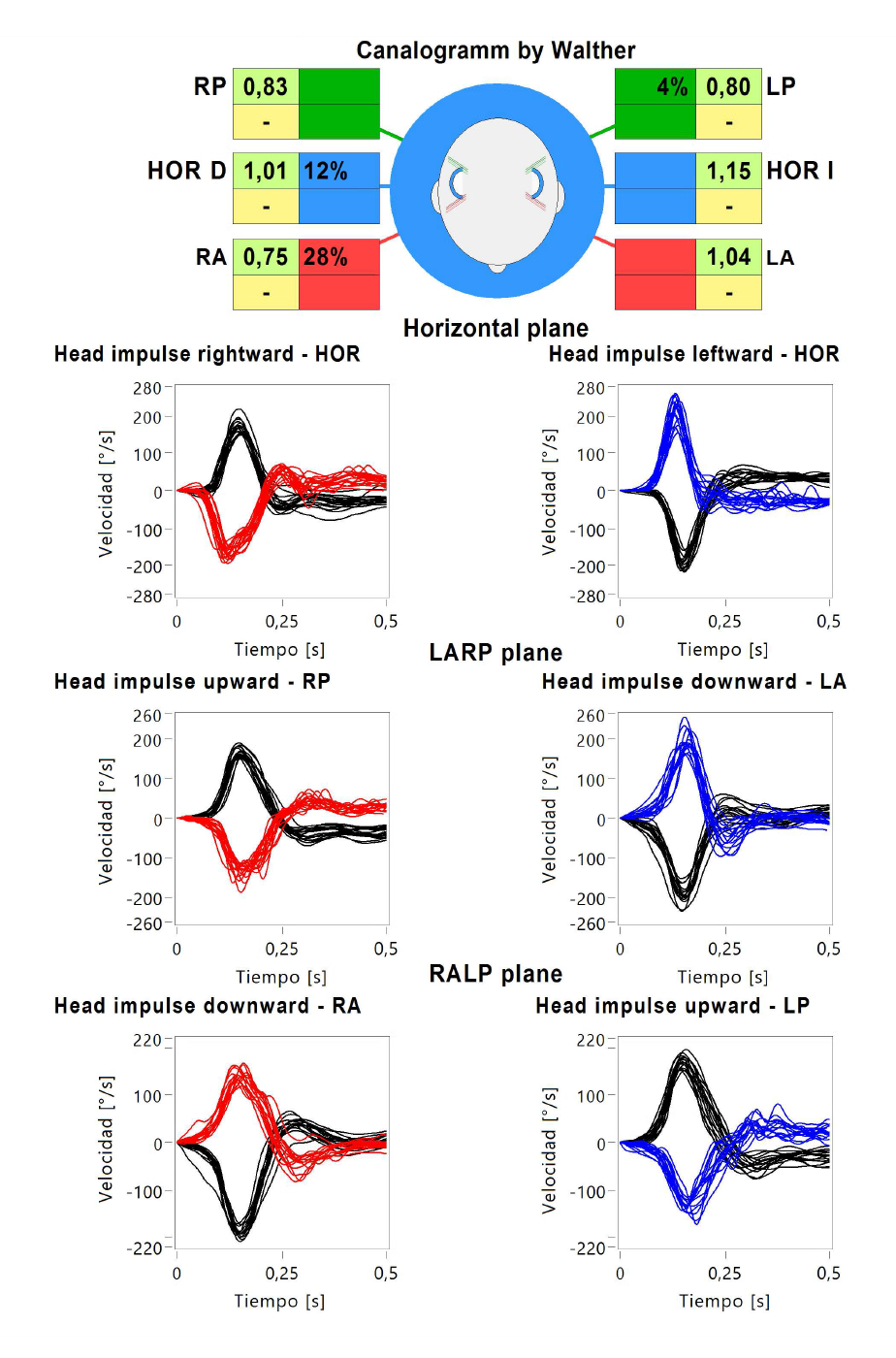

眼振計（がんしんけい、英：electronystagmogram）とは角膜網膜電位を利用した眼球運動や眼振を計測する機械である。

## 原理
眼球は角膜がプラスに網膜がマイナスに荷電しており、これを角膜網膜電位という。この電位差は隣接する皮膚に投影され皮膚電位を変化させる。眼球を挟んだ対称的な部位に電極を貼り、2つの電極間の電位差を計測する。眼球が正面正中に位置すると隣接する皮膚に投影される電位が等しくなり電極間で電位差は計測されない。眼球が回転すると、角膜の近づく側の皮膚の電位が高くなり、遠ざかる側の電位が低くなる。眼球の回転角度に応じて2つの電極間に投影される角膜網膜電位の量が変化する。純回旋性の眼球運動は角膜網膜電位を変化させないため眼振計では記録されない。純回旋性の眼球運動はサーチコイル磁場、CCDカメラで計測される。

## 誘導
単眼水平誘導、双眼水平誘導、垂直誘導などが眼振計検査では用いられる。

## 検査
自発眼振検査
非注視下の正頭位、正眼位で眼振の有無を調べる検査である。
注視眼振検査
各方向を注視させて前庭系異常または眼球運動系異常に基づく眼振の有無を検出する。
温度眼振検査
冷水、エアーカロリックによるめまい疾患の患側決定法である。
追跡眼球運動検査（ETT）
眼球運動のうち追跡機能をみる検査が追跡眼球運動検査（ETT）である。
急速眼球運動検査
急速眼球運動（saccade）を評価する検査である。眼球運動に制限があるとき、小脳や脳幹など中枢神経系の障害が疑われるとき、slow saccadeや眼球の不随意運動があるときに重要とされている。
視運動性眼振検査（OKN検査）
ドラム回転などを用いた視運動性刺激による眼振反応を記録する。
visual suppression test
温度眼振など誘発し反応が最高一定になったところで光刺激を与え、眼振を記録する検査である。前庭性眼振は固視により抑制される、これをvisual suppression（VS）という。VSは小脳片葉、小節、橋の傍正中帯、下頭頂葉が関与しており、VSの反応パターンによって病巣の局在診断が可能とされている。VSの減少‐消失は小脳片葉、小節の障害、VSの消失‐温度眼振の明所での増強は橋の傍正中帯、下頭頂葉、VSの増強は内耳や前庭神経障害で代償が十分に行われた時に認められる。